# Canon 155 TRF1
Die Canon 155 TRF1 ist ein französisches Feldgeschütz im Kaliber 155 mm aus den 1980er-Jahren, das unter anderem vom französischen Heer verwendet wurde. Das Geschütz wurde von GIAT produziert. Der Preis wurde für 2003 mit 546.000 US-Dollar pro System angegeben.
Ab 2015 sollten die Geschütze durch das System CAESAR ersetzt werden, allerdings wurde der Auftrag zur Ersatzbeschaffung im Jahre 2013 zurückgezogen.
Die letzten vier TRF1 der 5eme Regiment Interarmes d'Outre Mer mit Sitz in Dschibuti werden im April 2022 aus dem Dienst genommen.

## Beschreibung

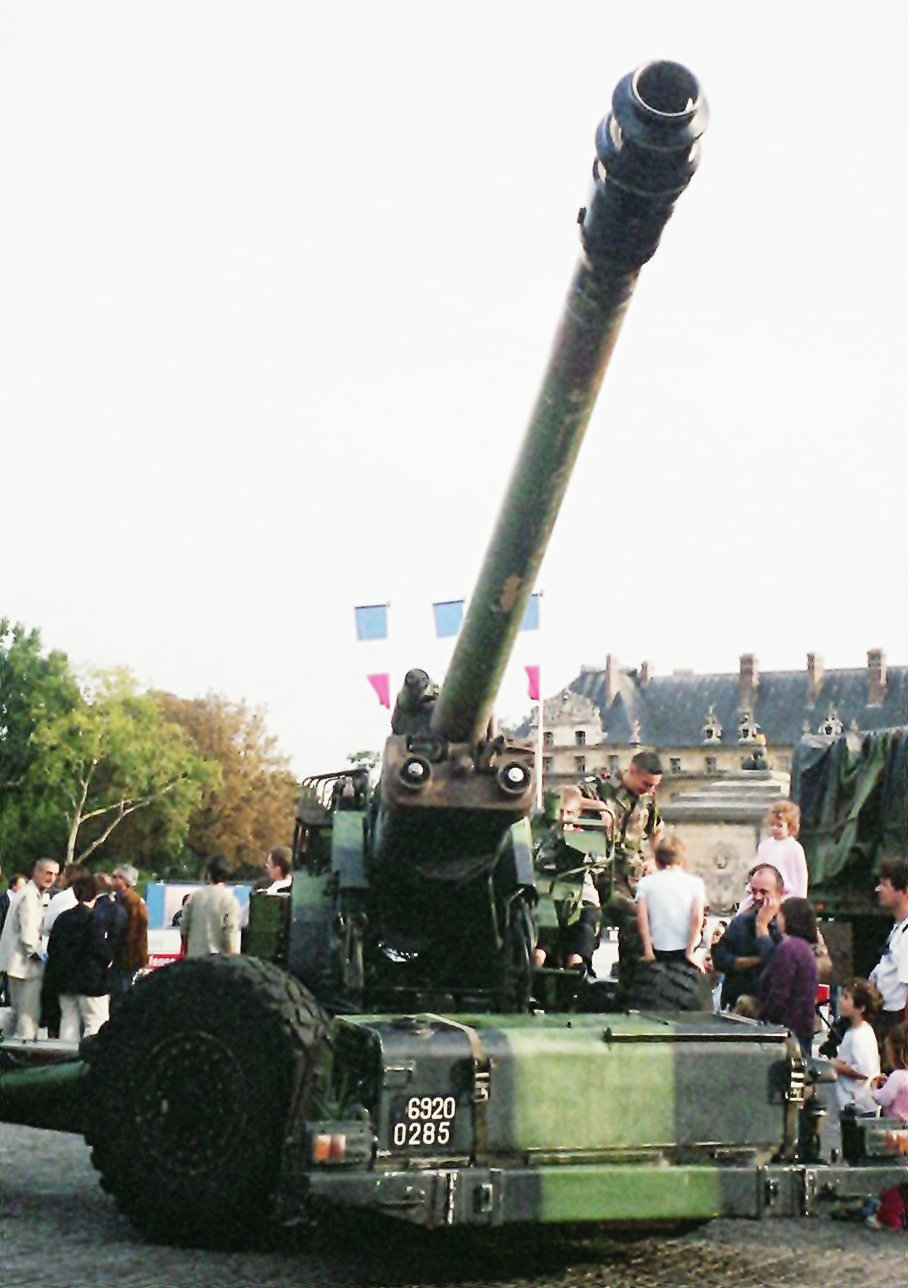
Canon 155 TRF1

Die Canon 155 TRF1 wurde konzipiert, um die französischen Feldartillerie-Bataillone mit modernen Artilleriesystemen auszustatten. Das Fahrzeug ist mit einem Motor und drei Hydraulikpumpen ausgestattet, um die Kanone in geringem Umfang zu bewegen. Sie kann eine maximale Geschwindigkeit von 8 km/h erreichen. Der Motor findet auch für das Öffnen der Lafettenholme, das Anheben der Räder in der Feuerstellung sowie zum Laden und Richten der Waffe Verwendung. Üblicherweise wird die Canon 155 TRF1 von einem TRM 10000 gezogen. Im Zweiten Golfkrieg wurden 16 Geschütze in der französischen Division Daguet eingesetzt.
Die Konstruktion ist ein moderner Entwurf. Zur Stabilität beim Feuern wurde eine Spreizlafette mit zwei Holmen verwendet. Das durch den Hilfsmotor betriebene Ansetz- und Ladesystem erlaubt eine verhältnismäßig schnelle Munitionszufuhr in jeder Rohrerhöhung, ohne das Rohr wieder in 0°-Stellung bringen zu müssen. Für den normalen Betrieb reichen sieben Mann Besatzung aus. Im Gefechtsfall genügen aber auch drei Soldaten, um das Geschütz feuerbereit zu halten. In der Feuerstellung werden die Räder angehoben und die Lafette ruht auf einer runden Stahlplatte, was beim Feuern zusätzliche Stabilität verleiht.
Mit ERFB-BB-Geschossen erreicht das Geschütz eine Schussweite von bis zu 33 km.
Eine spätere Version mit einem Rohr von 52 Kaliberlängen wurde zwar entwickelt, aber nicht mehr produziert.

## Kampfeinsätze
Das Geschütz wird von der Ukraine im Russisch-Ukrainischen Krieg eingesetzt. Laut dem Oryx-Blog ging mit Stand März 2025 mindestens ein Geschütz verloren.

## Nutzerländer
- Zypern – 12
- Frankreich – 105 (seit 2022 nicht mehr im Bestand)
- Saudi-Arabien – 28
- Senegal – 8[4]
- Ukraine – 20 aus französischen Beständen zwischen 2022 und 2024 geliefert